# Wagneriana eldorado
Wagneriana eldorado är en spindelart som beskrevs av Levi 1991. Wagneriana eldorado ingår i släktet Wagneriana och familjen hjulspindlar. Inga underarter finns listade i Catalogue of Life.